# Howell (Utah)

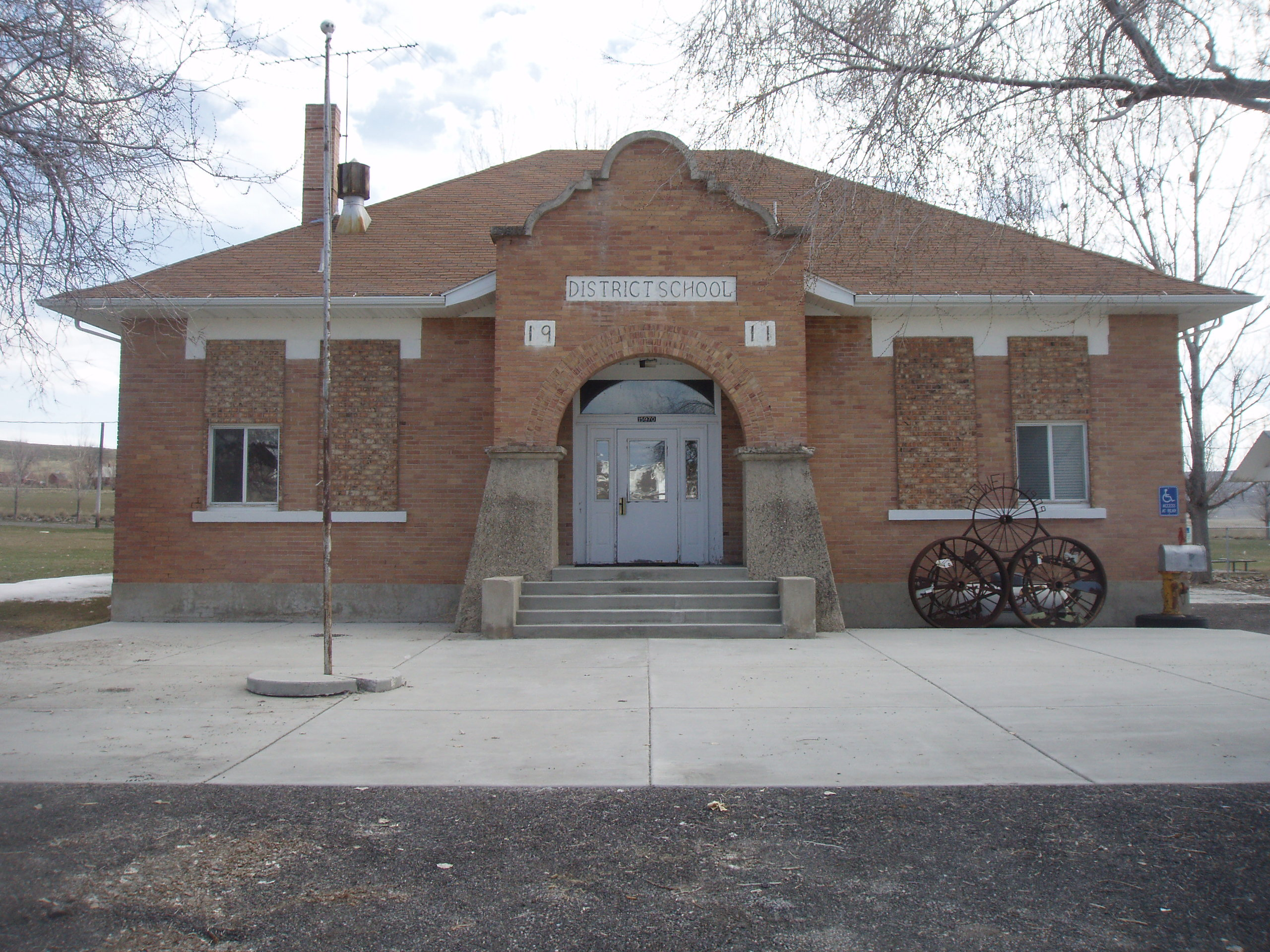
Het oude schoolgebouw van Howell, Utah

Howell is een plaats (town) in de Amerikaanse staat Utah, en valt bestuurlijk gezien onder Box Elder County.

## Demografie
Bij de volkstelling in 2000 werd het aantal inwoners vastgesteld op 221.
In 2006 is het aantal inwoners door het United States Census Bureau geschat op 229, een stijging van 8 (3.6%).

## Geografie
Volgens het United States Census Bureau beslaat de plaats een oppervlakte van
92,2 km², waarvan 91,7 km² land en 0,5 km² water. Howell ligt op ongeveer 1390 m boven zeeniveau.

## Plaatsen in de nabije omgeving
De onderstaande figuur toont nabijgelegen plaatsen in een straal van 32 km rond Howell.